# Pierre Lunel
Pour les articles homonymes, voir Lunel (homonymie).
Pierre Lunel, né le 3 avril 1947 à Perpignan, est un historien du droit, essayiste et haut fonctionnaire français.

## Biographie
Agrégé d'histoire du droit, Pierre Lunel commence sa carrière comme secrétaire de la mission nationale pour la célébration du Bicentenaire de la Révolution française auprès d'Edgar Faure, puis conseiller au cabinet d'Alain Decaux, alors ministre de la Francophonie (1988-1991).
En 1991, il rejoint France 3 comme directeur des fictions. Professeur à l'université de Paris VIII Vincennes-Saint-Denis, il en devient Président en 2001. En 2006, il est nommé, sur proposition de Gilles de Robien, Délégué interministériel pour l'Orientation et l'insertion professionnelle des jeunes, puis devient chargé de mission auprès de Bernard Kouchner, ministre des Affaires Étrangères.
Il est aujourd'hui professeur à l'université de Paris VI-Pierre-et-Marie-Curie.

## Littérature
Paru en 1989, L'insurgé de Dieu, sa première biographie consacrée à l'abbé Pierre, connaît un succès de librairie en se vendant à plus de 500 000 exemplaires.
Suivront 40 ans d'amour (Éditions no 1, 1992), Mes images de bonheur, de misère et d'amour (Fixot, 1994), L'abbé Pierre, une vie (Éditions no 1, 2006). Il consacre à Sœur Emmanuelle trois ouvrages : Sœur Emmanuelle (Fixot, 1994), Sœur Emmanuelle : Secrets d'une vie (Éditions Anne Carrière, 2001), Sœur Emmanuelle : La biographie (Éditions Anne Carrière, 2006). Dans deux autres livres, il s'intéresse au Père Pedro Opeka, missionnaire à Madagascar.
Son œuvre comporte également des essais polémiques : Les nouveaux rois mages (Omnibus, 1998), Les guérisons miraculeuses: enquête sur un phénomène inexpliqué (Plon, 2002), Un bébé, s'il vous plait ! (Éditions Anne Carrière, 2004), Parents, sauvez vos enfants et l'école avec (Albin Michel, 2008).
Plus récemment, il consacre plusieurs ouvrages aux questions d’éducation : La manufacture des ânes, Enseignement de l’histoire : la Bérézina !, puis, en 2007, Fac, le grand merdier ? (Éditions Anne Carrière, 2007) traitant du malaise de l’université.

## Audiovisuel
Pierre Lunel a également écrit une dizaine de sujets qui ont été produits et diffusés par TF1, France 2 et France 3.

## Controverses
La gestion de l'Université Paris VIII de Pierre Lunel a été contestée par Pascal Binczak, son successeur au poste, qui a déposé deux plaintes avec constitution de partie civile pour détournement de fonds publics. Il est condamné le 6 mai 2014 par le tribunal correctionnel de Bobigny pour détournement de fonds.

## Ouvrages
- 1989. L'abbé Pierre. L'insurgé de Dieu. Paris: Éditions no 1,  (ISBN 978-2863913284), prix Gabrielle-d'Estrées
- 1991. Bob Denard, le roi de fortune. Paris: Éditions no 1,  (ISBN 978-2863914564)
- 1992. 40 ans d'amour. Paris: LGF & Livre de Poche.  (ISBN 978-2253135258)
- 1994 (en coll. avec Abbé Pierre). Mes images de bonheur, de misère et d'amour. Paris: Fixot,  (ISBN 978-2876452107)
- 1994. Sœur Emmanuelle. Paris: Fixot,  (ISBN 978-2876452077)
- 1997. Les mystères de Rome. Roman. Paris: Plon,  (ISBN 978-2259180979)
- 1999 (en coll. avec Paul-Jean Franceschini). Poison et volupté. Les dames du Palatin. Paris: Pygmalion,  (ISBN 978-2857045984)
- 2000. Sœur Emmanuelle. Secret de vie. Paris : Éditions Anne Carrière,  (ISBN 978-2843371301)
- 2002 (en coll. avec Paul-Jean Franceschini). Caligula. Paris: Éditions Anne Carrière,  (ISBN 978-2843371851)
- 2002. Les guérisons miraculeuses. Enquête sur un phénomène inexpliqué. Paris: J'ai Lu,  (ISBN 978-2290333549)
- 2004. Un bébé, s'il vous plaît !. Paris: Éditions Anne Carrière,  (ISBN 978-2843372476)
- 2006. L'abbé Pierre. Une vie. Paris: Éditions no 1 & Stock,  (ISBN 978-2863918463)
- 2006. Sœur Emmanuelle : La biographie. Paris: Éditions Anne Carrière,  (ISBN 978-2843373640)
- 2007. Schéma national de l’orientation et de l’insertion professionnelle. Rapport au Ministre de l'éducation nationale et aux Ministres délégués à l'emploi et à l'enseignement supérieur
- 2007. Fac: le grand merdier? Pour en sortir: confidences d'un président d'université. Paris: Éditions Anne Carrière,  (ISBN 978-2843374296).
- 2008 (en coll. avec Yves Dalmau) Parents, sauvez vos enfants... et l'école avec! Paris: Albin Michel.  (ISBN 978-2226183910)
- 2008. Les nouveaux rois mages. Paris: Omnibus,  (ISBN 978-2259180986)
- 2009. Il nous a tant aimés, Les dernières années de l'Abbé Pierre racontées par ses intimes, avec Laurent Desmard, Paris, Albin Michel  (ISBN 978-2226193018)
- 2009. Les Amours d'Hollywood, Paris-Monaco, Ed. du Rocher,  (ISBN 978 2 268 06807 7)
- 2009. Quelques pas avec l'Abbé Pierre, de Claude Iverné, préf. de René Poujol, Paris, Albin Michel  (ISBN 978-2226181749)
- 2010. Kennedy, secrets de femmes, Monaco, Le Rocher  (ISBN 978-2268069531)
- 2010. La Manufacture des ânes, Paris, L'Archipel  (ISBN 978-2809803655)
- 2010-2011. Les Amours de l'histoire de France, Paris, Alphée, (Tome 1  (ISBN 9782753805538), tome 2 "Au temps de la reine Margot"  (ISBN 9782753806429) et tome 3 "Au temps du Vert Galant et des Trois Mousquetaires" (ISBN 9782753806863))
- 2011. Les Trois Princesses de Monaco, Paris, L'Archipel  (ISBN 2809804931)
- 2011. Petites leçons de bonheur, Paris, Jean-Claude Gawsevitch  (ISBN 2350132609)
- 2013. Les Vies secrètes de JFK, Editions FIRST  (ISBN 978-2754042406)
- 2013. La force de l'âme, Paris, Fayard  (ISBN 9782213671246)
- 2014. Je m'appellerai François : biographie, Paris, First Editions  (ISBN 978-2-7540-5616-8)
- 2015. Cocus. Même les grands hommes peuvent l’être, Monaco-Paris, France, Le Rocher  (ISBN 978-2-268-07758-1)
- 2015. Les magiciens fous de Hitler, First Editions  (ISBN 978-2-7540-7558-9)
- 2015. Les plus grands escrocs de l'Histoire, First Editions  (ISBN 978-2-7540-6891-8) (BNF 44318962)
- 2019. Amma, celle qu'on attendait, Paris, France, Le Rocher  (ISBN 978-2-268-10271-9)
- 2024. Je prie et je suis exaucé : les pouvoirs secrets de la prière. Paris, First Editions  (ISBN 978-2-412-07655-2)
- 2024. Amma : il est urgent d'aimer. Paris, Le Rocher  (ISBN 978-2-268-11104-9)

## Récompenses et distinctions
- Chevalier de la Légion d’honneur (2004)